# Рангита
Рангита (малаг. Rangita; XV век или XVI век, Мадагаскар — около 1530, Малагасийское королевство), также Рангитаманьякатримовави (малаг. Rangitamanjakatrimovavy), — средневековая королева Алазоры. Согласно малагасийским преданиям, Рангита происходила из народа вазимба, жившем на острове до миграции малагасийцев.
Она правила на холме Имериманьяка на центральном нагорье Мадагаскара после смерти своего отца Андрианмпандраманенитры около 1520 года. Рангите наследовала её дочь (или сестра по некоторым источникам) Рафохи (правила около 1530 — около 1540).
Устная традиция не разъясняет достаточно точно родственные связи Рангиты и Рафохи. Согласно самой популярной версии, у Рангиты было два сына (одним из которых был Андриаманело) и одна дочь, Рафохи.
Также согласно устным традициям, Рангита была имела обычную для вазимба смуглую кожу и небольшой рост. Её имя, вероятно, переводится как «курчавая».
У вазимба было принято погружать тела в священные водоёмы. Говорят, что Рангита и Рафохи после смерти были положены в серебряные гробы в виде каноэ, которые погрузили в болото.